# 劉瀟倩
劉 瀟倩（簡体字中国語: 刘潇倩、英語: Liu Xiaoqian、リュー・シャオチェン、1996年2月16日 - ）は、中国の女子ラグビー選手。

## プロフィール
- 中国紹興市出身[1]。
- ポジションはスタンドオフ(SO)。
- 身長 160cm、体重 59kg

## 略歴
2021年、東京五輪の7人制女子中国代表に選ばれた。
2024年、パリ五輪の7人制女子中国代表に選ばれた。